# 波氏無鬚鱈
波氏無鬚鱈，為輻鰭魚綱鱈形目無鬚鱈科的其中一種，分布於東大西洋茅利塔尼亞至安哥拉海域，為深海魚類，深度50-910公尺，體長可達80公分，棲息在沙底質水域，以頭足類、魚類、蝦子等為食，生活習性不明，可做為食用魚。

## 扩展阅读
維基物種上的相關：波氏無鬚鱈